# Talarlista
En talarlista används vanligen vid möten, särskilt större eller mer formella sådana, för att ordna i vilken ordning mötesdeltagarna ska få prata. 
Dubbel talarordning eller dubbel talarlista är när talarlistan är delad i två delar - dels en övre del, där alla som pratar för första gången listas, dels en undre del för de som redan pratat en gång i samma fråga. De som står på den övre listan får prata före de på den undre.
Talarlistan kan brytas exempelvis av en ordningsfråga eller av replik.